# Амазия
Амазия — гипотетический суперконтинент, который по некоторым гипотезам должен возникнуть на Земле через 50—200 млн лет, с центром на Северном полюсе.
Согласно гипотезе, выдвинутой Россом Митчеллом и его коллегами из Йельского университета на основе анализа магнитных свойств древних пород, Северная и Южная Америки сольются воедино и затем вместе будут мигрировать к северу, по направлению к Евразии. Они образуют единый суперконтинент, названный учёными Амазией. Австралия также будет смещаться к северу и будет находиться рядом с Индией.
Гипотеза Амазии противопоставляется двум другим гипотезам, согласно которым суперконтинент будет образован либо на месте древней Пангеи (современный Атлантический океан, Пангея Ультима) либо с обратной стороны Земного шара — на месте Тихого океана (Новопангея). Поскольку эти гипотезы носят соответственно названия интроверсии и экстраверсии, свою гипотезу учёные называют ортоверсией.
Отмечается также, что гипотеза Амазии находится в соответствии с известными закономерностями в формировании суперконтинентов в прошлом. Так, Пангея размещалась под углом 90° по отношению к предшествующему суперконтиненту Родинии. А Родиния в свою очередь — под углом 90° к Нуне, существовавшей 1,5 — 2 млрд лет назад. Амазия также предположительно будет располагаться под углом 90° к Пангее.